# Brandegg
Brandegg är en kulle i Schweiz.   Den ligger i distriktet Bezirk Hinwil och kantonen Zürich, i den östra delen av landet, 120 km öster om huvudstaden Bern. Toppen på Brandegg är 1 228 meter över havet, eller 6 meter över den omgivande terrängen. Bredden vid basen är 0,11 km.
Terrängen runt Brandegg är huvudsakligen kuperad. Runt Brandegg är det tätbefolkat, med 369 invånare per kvadratkilometer.. Närmaste större samhälle är Rapperswil, 12,8 km sydväst om Brandegg. 
Omgivningarna runt Brandegg är en mosaik av jordbruksmark och naturlig växtlighet.